# Pluneret
Pluneret é uma comuna francesa na região administrativa da Bretanha, no departamento Morbihan. Estende-se por uma área de 26,19 km². Em 2010 a comuna tinha 5 932 habitantes (densidade: 226,5 hab./km²).